# Randy Samuel
Randolph FitzGerald Samuel (Point Fortin, 1963. december 23. – ) kanadai válogatott labdarúgó. 

## Pályafutása

### Klubcsapatban
Point Fortinban született, Trinidad és Tobagóban, de a kanadai Richmondban nőtt fel. Pályafutását 1983-ban az Edmonton Eaglesben kezdte. 1984-ben a Vancouver Whitecaps játékosa volt, majd visszatért az Edmontonhoz. 1985-ben Hollandiába szerződött a PSV Eindhoven csapatába, melynek tagjaként 1986-ban és 1987-ben holland bajnoki címet szerzett. Viszont kevés lehetőséget kapott ezért távozott a Volendam együtteséhez, ahol három évig játszott. 1990-ben a Fortuna Sittard szerződtette, melynek 1994-ig volt a játékosa. 1995 és 1996 között az Port Vale, 1997-ben a norvég Harstad IL együttesében játszott. 1998-ban hazatért a Vancouver 86ers-hez,d e egy évvel később ismét a Harstadban futballozott. Ezt követően szerepelt még az amerikai Hampton Roads Mariners (2000) és a Montréal Impact (2001) csapatában.

### A válogatottban
1983 és 1997 között 82 alkalommal szerepelt a kanadai válogatottban. Tagja volt az 1985-ös CONCACAF-bajnokságon aranyérmet szerző csapatnak. Részt vett az 1986-as világbajnokságon, ahol Kanada mindhárom csoportmérkőzésén kezdőként lépett pályára. Játszott az 1991-es és az 1993-as CONCACAF-aranykupán is.

## Sikerei, díjai
PSV Eindhoven
- Holland bajnok (2): 1985–86, 1986–87

Kanada
- CONCACAF-bajnokság győztes (1): 1985
- NAFC-bajnokság győztes (1): 1990